# Julius Schaub
Pour les articles homonymes, voir Schaub.
Julius Schaub (Munich, 20 août 1898 - Munich, 27 décembre 1967) était aide de camp du dictateur Adolf Hitler à la fin de la Seconde Guerre mondiale. Son dernier grade, obtenu en 1943, fut celui de SS-Obergruppenführer.
Il devient l'aide de camp de Hitler en 1940. Immédiatement après le complot du 20 juillet 1944, qui visait à tuer le Führer avec une bombe, Hitler fit décorer tous les blessés et les morts. Les autres aides de camp de Hitler rapporteront plus tard que Schaub, qui se trouvait dans un autre bâtiment au moment de l'attentat, prétendit avoir été blessé dans l'explosion pour se faire décerner cette décoration.
À la fin de la guerre, lors de la bataille de Berlin, Schaub se réfugie temporairement dans le Führerbunker. Il en part le 22 avril quand Hitler lui ordonne d'aller brûler tous ses documents et effets personnels restés dans ses appartements à Munich et à l'Obersalzberg[réf. nécessaire]. Des images datant probablement du 28 avril 1945 montrent également Schaub avec Hitler constatant les ruines de la chancellerie du Reich. Il s'agit alors de la dernière image d'Hitler vivant.
Schaub meurt à Munich en 1967.